# Од из Тремазана
Од Тремазанская (фр. Aude de Trémazan; 545) — мученица, святая Католической церкви, память 18 ноября.
Святая Од (Aude, бретон.: Eodez) была дочерью Голона (Golon), властителя Тремазана (Trémazan), располагавшегося к западу от Леона в Армориканской Бретани. Она была сестрой Гургия (Gourguy), ставшего впоследствии св. Танги.
Около 520 года Од потеряла мать. Его отец вступил в повторный брак с женщиной, которая не принимала во внимание двух детей от первого брака своего мужа. После восьми лет плохого обращения Гургий оставил отчий дом. Од осталась, поскольку она решила посвятить себя молитве. Её мачеха возложила на неё наиболее тяжёлую работу по дому и посвящала себя порочным удовольствиям вдали от богослужений, что совершались в часовне замка. Потом она отвергла одного за другим всех молодых людей, которые хотели бы вступить в брак с падчерицей. Она решила отправить Од работать на далёкую ферму. Но святая была этому рада: там она могла предаваться непрестанной молитве, не оставляя работы.
Однажды она увидела вдалеке молодого человека, который сходил с ума от страсти. Он приблизился и первым же движением убил святую. Од взяла свою голову и вернулась в дом, чтобы попросить о причащении Святыми Дарами перед кончиной. В убийце она точас признала своего брата Гургия и молилась за него. Местные крестьяне сообщили отчаявшемуся Гургию, что его сестра была святой, страдавшей от своей мачехи. За своё преступное деяние он принёс покаяние под руководством св. Павла Аврелиана, сменил имя и прославился своей святостью.